# よねこ
よねこ（よねこ、1980年3月5日 - ）は、岐阜県出身の日本のタレント、ラジオパーソナリティ。本名、米山 さおり（よねやま さおり）。血液型Ａ型。

## 略歴
2004年12月26日に開催された岐阜FM主催【第1回・Radio80 DJコンテスト】で書類審査応募者128名・最終公開オーディション通過者8名の中からグランプリ受賞。
古坂大魔王が担当していたラジオ番組Paradise Garageのアシスタントとしてデビューした。

## 過去の担当番組
- Paradise Garage（岐阜FM）2005年1月から2006年3月まで
- よねこのMusic Voice（岐阜FM）2006年4月から2008年3月まで
- キャッチアップ 2007-2008（FM AICHI）
- 月～金ラジオ2時6時・金曜日レポーター（岐阜放送）
- radio3 SINGLE TOP30　（FM三重）（2013年九月まで）